# Volkameria aculeata
Volkameria aculeata là một loài thực vật có hoa trong họ Hoa môi. Loài này được (L.) Schltdl. mô tả khoa học đầu tiên năm 1831.